# Acanthochondria helicoleni
Acanthochondria helicoleni is een eenoogkreeftjessoort uit de familie van de Chondracanthidae. De wetenschappelijke naam van de soort is voor het eerst geldig gepubliceerd in 2010 door Cantatore & Timi.